# Cebrio brevicornis
Cebrio brevicornis là một loài bọ cánh cứng trong họ Cebrionidae. Loài này được Olivier miêu tả khoa học năm 1790.